# I-divisioona 2008
La I-divisioona 2008 è la 26ª edizione del campionato di football americano di secondo livello, organizzato dalla SAJL.

## Squadre partecipanti
| Club                     | Città        | Stadio | Sponsor ufficiale | Risultato nella stagione 2007 |
| ------------------------ | ------------ | ------ | ----------------- | ----------------------------- |
| Kouvola Indians          | Kouvola      |        |                   |                               |
| Kuopio Steelers          | Kuopio       |        |                   |                               |
| Lappeenranta Rajaritarit | Lappeenranta |        |                   |                               |
| Oulu Northern Lights     | Oulu         |        |                   |                               |
| Pori Bears               | Pori         |        |                   |                               |

## Stagione regolare

### Calendario

#### 1ª giornata
| Oulu 24 maggio 2008, ore 13:30 | Oulu Northern Lights | 22 – 8 | Lappeenranta Rajaritarit | Castrenin urheilukeskus |

| Pori 24 maggio 2008, ore 15:00 | Pori Bears  | 32 – 41 (0-7 6-6 12-6 14-22) referto | Kuopio Steelers | Herralahden kenttä (0 spett.)\| Arbitro: \| A. Lipsanen \| |
| Arbitro:                       | A. Lipsanen |                                      |                 |                                                            |

#### 2ª giornata
| Kuopio 31 maggio 2008, ore 17:00 | Kuopio Steelers | 26 – 23 (12-7 0-16 8-0 6-0) referto | Oulu Northern Lights | Kuopion keskuskenttä (200 spett.)\| Arbitro: \| Tahtinen \| |
| Arbitro:                         | Tahtinen        |                                     |                      |                                                             |

| Kouvola 1º giugno 2008, ore 13:00 | Kouvola Indians | 10 – 26 (0-6 0-6 7-7 3-7) referto | Pori Bears | Kouvolan keskuskenttä (0 spett.)\| Arbitro: \| M. Makarainen \| |
| Arbitro:                          | M. Makarainen   |                                   |            |                                                                 |

#### 3ª giornata
| Kuopio 7 giugno 2008, ore 17:00 | Kuopio Steelers | 7 – 28 (0-0 7-0 0-14 0-14) referto | Lappeenranta Rajaritarit | Kuopion keskuskenttä (200 spett.)\| Arbitro: \| M. Makarainen \| |
| Arbitro:                        | M. Makarainen   |                                    |                          |                                                                  |

| Kouvola 8 giugno 2008, ore 17:00 | Kouvola Indians | 41 – 6 (6-0 14-6 8-0 13-0) referto | Oulu Northern Lights | Kouvolan keskuskenttä (137 spett.)\| Arbitro: \| M. Makarainen \| |
| Arbitro:                         | M. Makarainen   |                                    |                      |                                                                   |

#### 4ª giornata
| Oulu 14 giugno 2008, ore 17:00 | Oulu Northern Lights | 45 – 30 (10-0 0-0 27-22 8-8) referto | Pori Bears | Castrenin urheilukeskus (0 spett.)\| Arbitro: \| Sankala \| |
| Arbitro:                       | Sankala              |                                      |            |                                                             |

| Lappeenranta 15 giugno 2008, ore 16:00 | Lappeenranta Rajaritarit | 21 – 7 (7-0 7-0 7-7 0-0) referto | Kouvola Indians | Kimpisen urheilukeskus (128 spett.)\| Arbitro: \| V. Lamminsalo \| |
| Arbitro:                               | V. Lamminsalo            |                                  |                 |                                                                    |

#### 5ª giornata
| Pori 28 giugno 2008, ore 15:00 | Pori Bears  | 44 – 34 (18-7 13-7 7-0 6-20) referto | Lappeenranta Rajaritarit | Herralahden kenttä (300 spett.)\| Arbitro: \| K. Parkkali \| |
| Arbitro:                       | K. Parkkali |                                      |                          |                                                              |

| Kouvola 29 giugno 2008, ore 17:00 | Kouvola Indians | 10 – 15 (7-0 3-7 0-0 0-8) referto | Kuopio Steelers | Kouvolan keskuskenttä (155 spett.)\| Arbitro: \| Tahtinen \| |
| Arbitro:                          | Tahtinen        |                                   |                 |                                                              |

#### 6ª giornata
| Lappeenranta 5 luglio 2008, ore 15:00 | Lappeenranta Rajaritarit | 51 – 28 (10-6 28-8 0-6 13-8) referto | Oulu Northern Lights | Kimpisen urheilukeskus (132 spett.)\| Arbitro: \| A. Anttila \| |
| Arbitro:                              | A. Anttila               |                                      |                      |                                                                 |

| Kuopio 6 luglio 2008, ore 17:00 | Kuopio Steelers | 13 – 40 (0-7 7-7 0-13 6-13) referto | Pori Bears | Kuopion keskuskenttä (200 spett.) |

#### 7ª giornata
| Oulu 12 luglio 2008, ore 13:00 | Oulu Northern Lights | 6 – 0 (0-0 0-0 6-0 0-0) referto | Kuopio Steelers | Castrenin urheilukeskus (0 spett.)\| Arbitro: \| Tahtinen \| |
| Arbitro:                       | Tahtinen             |                                 |                 |                                                              |

| Pori 13 luglio 2008, ore 15:00 | Pori Bears | 34 – 13 (6-0 8-0 6-7 14-6) referto | Kouvola Indians | Herralahden kenttä (250 spett.)\| Arbitro: \| Enonkoski \| |
| Arbitro:                       | Enonkoski  |                                    |                 |                                                            |

#### Anticipi 1
| Kuopio 27 luglio 2008, ore 17:00 | Kuopio Steelers | 22 – 0 (19-0 0-0 0-0 3-0) referto | Kouvola Indians | Kuopion keskuskenttä (200 spett.)\| Arbitro: \| Enonkoski \| |
| Arbitro:                         | Enonkoski       |                                   |                 |                                                              |

#### 8ª giornata
| Oulu 3 agosto 2008, ore 13:00 | Oulu Northern Lights | 25 – 19 (9-0 0-6 16-0 0-13) referto | Kouvola Indians | Castrenin urheilukeskus (0 spett.) |

| Lappeenranta 3 agosto 2008, ore 15:00 | Lappeenranta Rajaritarit | 38 – 24 (6-0 7-10 11-7 14-7) referto | Kuopio Steelers | Kimpisen urheilukeskus (165 spett.)\| Arbitro: \| Tahtinen \| |
| Arbitro:                              | Tahtinen                 |                                      |                 |                                                               |

#### 9ª giornata
| Pori 9 agosto 2008, ore 15:00 | Pori Bears  | 43 – 28 (8-14 14-14 7-0 14-0) referto | Oulu Northern Lights | Herralahden kenttä (0 spett.)\| Arbitro: \| K. Parkkali \| |
| Arbitro:                      | K. Parkkali |                                       |                      |                                                            |

| Kouvola 9 agosto 2008, ore 15:00 | Kouvola Indians | 9 – 42 (0-14 9-7 0-14 0-7) referto | Lappeenranta Rajaritarit | Kouvolan keskuskenttä (158 spett.)\| Arbitro: \| M. Lindholm \| |
| Arbitro:                         | M. Lindholm     |                                    |                          |                                                                 |

#### 10ª giornata
| Lappeenranta 17 agosto 2008, ore 15:00 | Lappeenranta Rajaritarit | 44 – 28 (10-0 7-0 14-6 13-22) referto | Pori Bears | Kimpisen urheilukeskus (132 spett.) |

### Classifica
La classifica della regular season è la seguente:
- PCT = percentuale di vittorie, G = partite giocate, V = partite vinte,  P = partite perse, PF = punti fatti, PS = punti subiti

| Pos. | Squadra                  | PCT  | G | V | N | P | PF  | PS  |
| ---- | ------------------------ | ---- | - | - | - | - | --- | --- |
| 1    | Lappeenranta Rajaritarit | .750 | 8 | 6 | 0 | 2 | 266 | 169 |
| 2    | Pori Bears               | .625 | 8 | 5 | 0 | 3 | 277 | 228 |
| 3    | Oulu Northern Lights     | .500 | 8 | 4 | 0 | 4 | 183 | 218 |
| 4    | Kuopio Steelers          | .500 | 8 | 4 | 0 | 4 | 148 | 177 |
| 5    | Kouvola Indians          | .125 | 8 | 1 | 0 | 7 | 109 | 191 |

## Playoff

### Tabellone
|  | Semifinali | Semifinali               | Semifinali |            |    | XXIV Spagettimalja       | XXIV Spagettimalja | XXIV Spagettimalja |  |
|  |            |                          |            |            |    |                          |                    |                    |  |
|  | 1          | Lappeenranta Rajaritarit | 52         |            |    |                          |                    |                    |  |
|  | 1          | Lappeenranta Rajaritarit | 52         |            |    |                          |                    |                    |  |
|  | 4          | Kuopio Steelers          | 33         |            |    |                          |                    |                    |  |
|  | 4          | Kuopio Steelers          | 33         |            | 1  | Lappeenranta Rajaritarit | 52                 |                    |  |
|  |            |                          |            |            | 1  | Lappeenranta Rajaritarit | 52                 |                    |  |
|  |            |                          | 2          | Pori Bears | 35 |                          |                    |                    |  |
|  | 2          | Pori Bears               | 2          | Pori Bears | 35 | 39                       |                    |                    |  |
|  | 2          | Pori Bears               |            |            |    |                          |                    |                    |  |
|  | 3          | Oulu Northern Lights     | 16         |            |    |                          |                    |                    |  |

### Semifinali
| Lappeenranta 23 agosto 2008, ore 17:00 | Lappeenranta Rajaritarit | 52 – 33 (14-7 14-7 10-12 14-7) referto | Kuopio Steelers | Lauritsalan kenttä (147 spett.)\| Arbitro: \| J. Korpela \| |
| Arbitro:                               | J. Korpela               |                                        |                 |                                                             |

| Pori 24 agosto 2008, ore 15:00 | Pori Bears | 39 – 16 (12-0 14-8 7-0 6-8) referto | Oulu Northern Lights | Herralahden kenttä (0 spett.)\| Arbitro: \| P. Hautala \| |
| Arbitro:                       | P. Hautala |                                     |                      |                                                           |

### XXIV Spagettimalja
| Lappeenranta 30 agosto 2008, ore 15:00 | Lappeenranta Rajaritarit | 52 – 35 (21-7 10-21 7-7 14-0) referto | Pori Bears | Kimpisen urheilukeskus (317 spett.)\| Arbitro: \| M. Makarainen \| |
| Arbitro:                               | M. Makarainen            |                                       |            |                                                                    |

## Verdetti
- Lappeenranta Rajaritarit Vincitori dello Spagettimalja 2008

## Marcatori
Mancano le statistiche dell'incontro Northern Lights-Rajaritarit della 1ª giornata.
| Giocatore   | Sq.                      | TD rush | TD recv | TD int | TD p.ret | TD k.ret | TD oth | Xp1   | Xp2 | FG  | Saf | Totale |
| ----------- | ------------------------ | ------- | ------- | ------ | -------- | -------- | ------ | ----- | --- | --- | --- | ------ |
| J. Russell  | Pori Bears               | 17      | 2+1     | 0      | 0        | 1        | 0      | 0     | 1   | 0   | 0   | 128    |
| M. Koskinen | Lappeenranta Rajaritarit | 0       | 11+2    | 0      | 0        | 0        | 0      | 0     | 0   | 0   | 0   | 78     |
| M. Suutari  | Oulu Northern Lights     | 8       | 0       | 0      | 0        | 0        | 0      | 0     | 2+2 | 0   | 0   | 56     |
| 2 giocatori | 54                       |         |         |        |          |          |        |       |     |     |     |        |
| J. Kalpio   | Lappeenranta Rajaritarit | 0       | 0       | 0      | 0        | 0        | 0      | 24+14 | 0   | 2+2 | 0   | 50     |
| 2 giocatori | 46                       |         |         |        |          |          |        |       |     |     |     |        |
| 2 giocatori | 42                       |         |         |        |          |          |        |       |     |     |     |        |
| Rasilainen  | Lappeenranta Rajaritarit | 0       | 4+2     | 0      | 0        | 0        | 0      | 1     | 6   | 1   | 0   | 40     |
| 2 giocatori | 36                       |         |         |        |          |          |        |       |     |     |     |        |
| C. Katzmark | Kouvola Indians          | 0       | 5       | 0      | 0        | 0        | 0      | 1     | 1   | 0   | 0   | 33     |
| A. Fonsen   | Pori Bears               | 0+1     | 0       | 0      | 0        | 0        | 0      | 17+5  | 0   | 0   | 0   | 28     |
| Luoto       | Lappeenranta Rajaritarit | 0       | 3+1     | 0      | 0        | 0        | 0      | 0     | 1   | 0   | 0   | 26     |
| 3 giocatori | 24                       |         |         |        |          |          |        |       |     |     |     |        |
| 2 giocatori | 20                       |         |         |        |          |          |        |       |     |     |     |        |
| L. Siitonen | Kouvola Indians          | 3       | 0       | 0      | 0        | 0        | 0      | 0     | 0   | 0   | 0   | 18     |
| 2 giocatori | 16                       |         |         |        |          |          |        |       |     |     |     |        |
| 5 giocatori | 14                       |         |         |        |          |          |        |       |     |     |     |        |
| 7 giocatori | 12                       |         |         |        |          |          |        |       |     |     |     |        |
| J. Taina    | Oulu Northern Lights     | 0       | 0       | 0      | 0        | 0        | 0      | 3     | 0   | 2   | 0   | 9      |
| Ryynanen    | Kuopio Steelers          | 0       | 0       | 0      | 0        | 0        | 0      | 1+3   | 0   | 1   | 0   | 7      |
| 6 giocatori | 6                        |         |         |        |          |          |        |       |     |     |     |        |
| 2 giocatori | 2                        |         |         |        |          |          |        |       |     |     |     |        |

- Miglior marcatore della stagione regolare: J. Russell ( Pori Bears), 122
- Miglior marcatore dei playoff: Oksman ( Lappeenranta Rajaritarit), 36
- Miglior marcatore della stagione: J. Russell ( Pori Bears), 128

## Passer rating
Mancano le statistiche dell'incontro Northern Lights-Rajaritarit della 1ª giornata.
| Giocatore      | Sq.                      | G   | Att    | Comp  | Int | Yds      | TD   | NFL    | NCAA   |
| -------------- | ------------------------ | --- | ------ | ----- | --- | -------- | ---- | ------ | ------ |
| N. Sandhu      | Pori Bears               | 3+1 | 15+8   | 10+4  | 0+0 | 210+57   | 3+1  | 140,76 | 215,77 |
| T. Kudyba      | Lappeenranta Rajaritarit | 6+2 | 134+44 | 87+27 | 1+0 | 1426+494 | 22+7 | 137,64 | 207,29 |
| #10            | Lappeenranta Rajaritarit | 1   | 32     | 22    | 1   | 347      | 4    | 131,12 | 194,84 |
| M. Lautamatti  | Kouvola Indians          | 3   | 13     | 9     | 0   | 91       | 1    | 114,58 | 153,42 |
| P. Torronen    | Kuopio Steelers          | 1   | 18     | 12    | 0   | 122      | 1    | 104,40 | 141,93 |
| J. Russell     | Pori Bears               | 8+2 | 160+53 | 75+28 | 5+2 | 1032+511 | 12+8 | 90,17  | 133,62 |
| M. Soininen    | Kuopio Steelers          | 3   | 49     | 29    | 1   | 372      | 2    | 88,14  | 132,34 |
| Carpelan       | Kuopio Steelers          | 2+1 | 30+34  | 15+21 | 2+1 | 185+229  | 2+1  | 72,01  | 116,68 |
| L. Siitonen    | Kouvola Indians          | 8   | 241    | 151   | 8   | 1420     | 7    | 74,70  | 115,10 |
| L. Parviainen  | Oulu Northern Lights     | 7+1 | 123+13 | 49+4  | 3+3 | 784+37   | 5+0  | 53,58  | 92,99  |
| A. Hartikainen | Kuopio Steelers          | 3   | 42     | 15    | 5   | 210      | 1    | 21,03  | 61,76  |

- Miglior QB della stagione regolare: N. Sandhu ( Pori Bears), 250,27
- Miglior QB dei playoff: T. Kudyba ( Lappeenranta Rajaritarit), 208,17
- Miglior QB della stagione: N. Sandhu ( Pori Bears), 215,77